# Lemmekäsjärvi
Lemmekäsjärvi eller Leammijärvi är en sjö i Finland. Den ligger i kommunen Enare i landskapet Lappland, i den norra delen av landet, 900 km norr om huvudstaden Helsingfors. Leammijärvi ligger 283 meter över havet. Arean är 29,1 hektar och strandlinjen är 3,7 kilometer lång. Sjön  ingår i Pasvik älvs huvudavrinningsområde. 